# Muhammed Gümüşkaya
Muhammed Gümüşkaya (Istanbul, 1º gennaio 2001) è un calciatore turco, centrocampista del Gaziantep in prestito dal Westerlo.

## Carriera

### Club
Cresciuto nel settore giovanile del Fenerbahçe, debutta in prima squadra il 30 ottobre 2019 in occasione dell'incontro di Türkiye Kupası vinto 3-1 contro il Tarsus İdman Yurdu.

### Nazionale
Ha giocato nelle nazionali giovanili turche Under-15, Under-17, Under-18, Under-19, Under-21 ed Under-23.

## Statistiche
Statistiche aggiornate all'8 febbraio 2025.

### Presenze e reti nei club
| Stagione          | Squadra           | Campionato        | Campionato | Campionato | Coppe nazionali | Coppe nazionali | Coppe nazionali | Coppe continentali | Coppe continentali | Coppe continentali | Altre coppe | Altre coppe | Altre coppe | Totale | Totale | Totale |
| Stagione          | Squadra           | Comp              | Pres       | Reti       | Comp            | Pres            | Reti            | Comp               | Pres               | Reti               | Comp        | Pres        | Reti        | Pres   | Reti   |        |
| ----------------- | ----------------- | ----------------- | ---------- | ---------- | --------------- | --------------- | --------------- | ------------------ | ------------------ | ------------------ | ----------- | ----------- | ----------- | ------ | ------ | ------ |
| 2019-2020         | Fenerbahçe        | SL                | 1          | 0          | CT              | 3               | 0               |                    | -                  | -                  |             | -           | -           | 4      | 0      |        |
| 2020-2021         | Boluspor          | 1L                | 20         | 4          | CT              | 2               | 0               |                    | -                  | -                  |             | -           | -           | 22     | 4      |        |
| 2021-gen. 2022    | Fenerbahçe        | SL                | 11         | 0          | CT              | 1               | 0               | UEL                | 6                  | 1                  |             | -           | -           | 18     | 0      |        |
| Totale Fenerbahce | Totale Fenerbahce | Totale Fenerbahce | 12         | 0          |                 | 4               | 0               |                    | 6                  | 1                  |             | -           | -           | 22     | 1      |        |
| feb.-giu. 2022    | Giresunspor       | SL                | 14         | 2          | CT              | 0               | 0               |                    | -                  | -                  |             | -           | -           | 14     | 2      |        |
| 2022-2023         | Westerlo          | D1                | 15         | 0          | CB              | 2               | 1               |                    | -                  | -                  |             | -           | -           | 17     | 1      |        |
| ago. 2023         | Westerlo          | D1                | 3          | 0          | CB              | -               | -               |                    | -                  | -                  |             | -           | -           | 3      | 0      |        |
| ago.2023-2024     | Samsunspor        | SL                | 11         | 0          | CT              | 3               | 1               |                    | -                  | -                  |             | -           | -           | 14     | 1      |        |
| 2024-gen. 2025    | Westerlo          | D1                | 5          | 0          | CB              | 2               | 0               |                    | -                  | -                  |             | -           | -           | 7      | 0      |        |
| feb.-giu.2025     | Gaziantep         | SL                | 0          | 0          | CT              | 1               | 0               |                    | -                  | -                  |             | -           | -           | 1      | 0      |        |
| Totale carriera   | Totale carriera   | Totale carriera   | 80         | 6          |                 | 14              | 2               |                    | 6                  | 1                  |             | -           | -           | 100    | 9      |        |